# Юрлово (Москва)

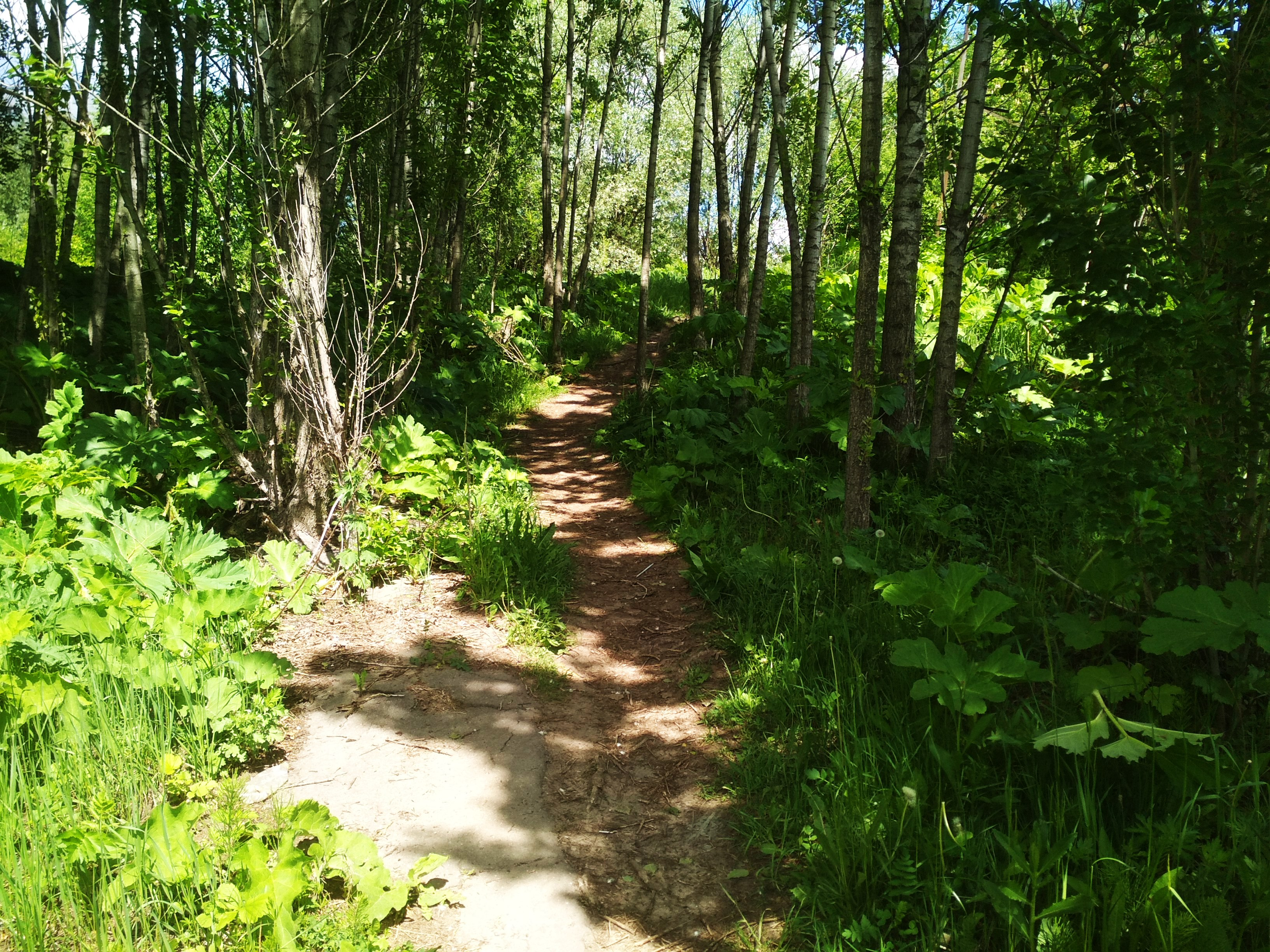
На месте бывшей деревни Юрлово (Москва). Видны остатки асфальтового покрытия. Дорога шла от моста через Чермянку к центру деревни. Сейчас это неблагоустроенная территория у пожарного проезда — дублёра улицы Плещеева.

Ю́рлово — бывшая деревня в России, вошедшая в состав Москвы в 1960 г. Находилась на территории современного района Бибирево.

## История названия
По предположению академика С. Б. Веселовского, название этого селения восходит к прозвищу Тимофея Юрло, известного московского боярина, жившего в XV веке.

## История
Юрлово впервые упоминается в 1631 году как деревня, входящая в состав владений дворцового села Тайнинского. К 1680 году Юрлово стало присёлком Тайнинского.
По указу царевны Софьи в конце XVII в. владельцем земель в Юрлове, Медведкове и Раеве стал князь Василий Васильевич Голицын. Земли вновь вошли в Дворцовое ведомство в 1689 году.
В начале XVIII в. Юрлово было присоединено к селу Медведково, владельцем которого в это время был Лев Кириллович Нарышкин. Деревня была отдана в качестве приданого Алексею Михайловичу Черкасскому, который женился на Аграфене Львовне Нарышкиной. Однако брак распался, и приданое было возвращено в семью Нарышкиных — братьям Александру и Ивану Львовичу.
Юрлово долгое время почти не развивалось, в 1812 году в деревне было лишь 9 дворов. В 1842 году деревня была поделена на две части, одну из которых продолжали называть Юрловом, а другую именовали Полуюрловом. В 1852 г. владельцами Юрлова были Елена Яковлевна Сунгурова и действительный статский советник Иван Яковлевич Иванов. В деревне на тот момент проживало 40 человек, к 1899 году их количество уменьшилось до 20.

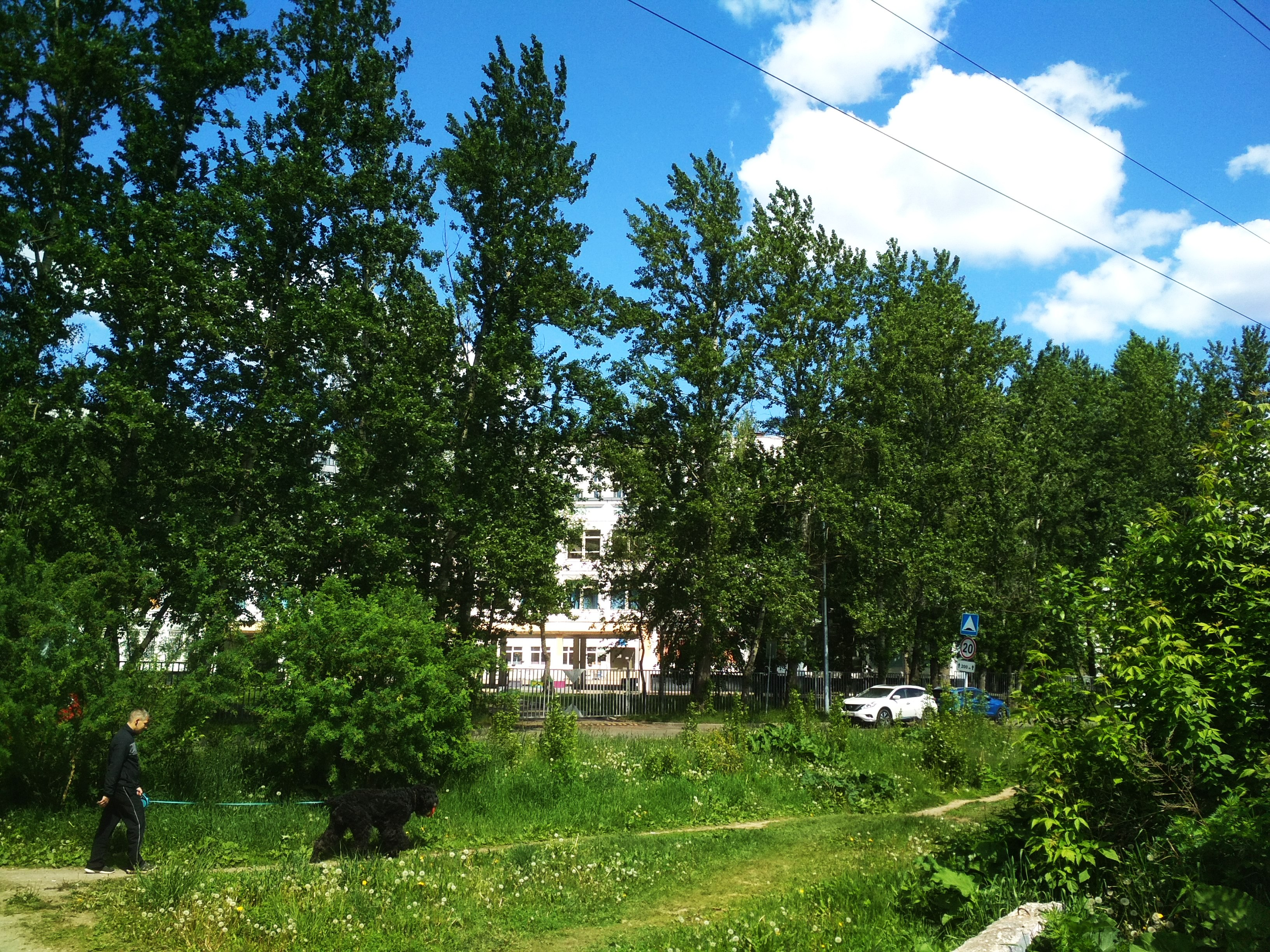
От деревни на север — вид на современную застройку

В советское время Юрлово и Полуюрлово, а также село Медведково вошли в состав колхоза «Большевик».
В 1960 году Юрлово, как и соседние населённые пункты, вошло в состав Москвы и стало районом массовой жилищной застройки.

## Память
Память о деревне Юрлово сохранилась в названии Юрловского проезда.